# Jennifer Egan
Jennifer Egan (Chicago, 7 settembre 1962) è una scrittrice statunitense.

## Biografia

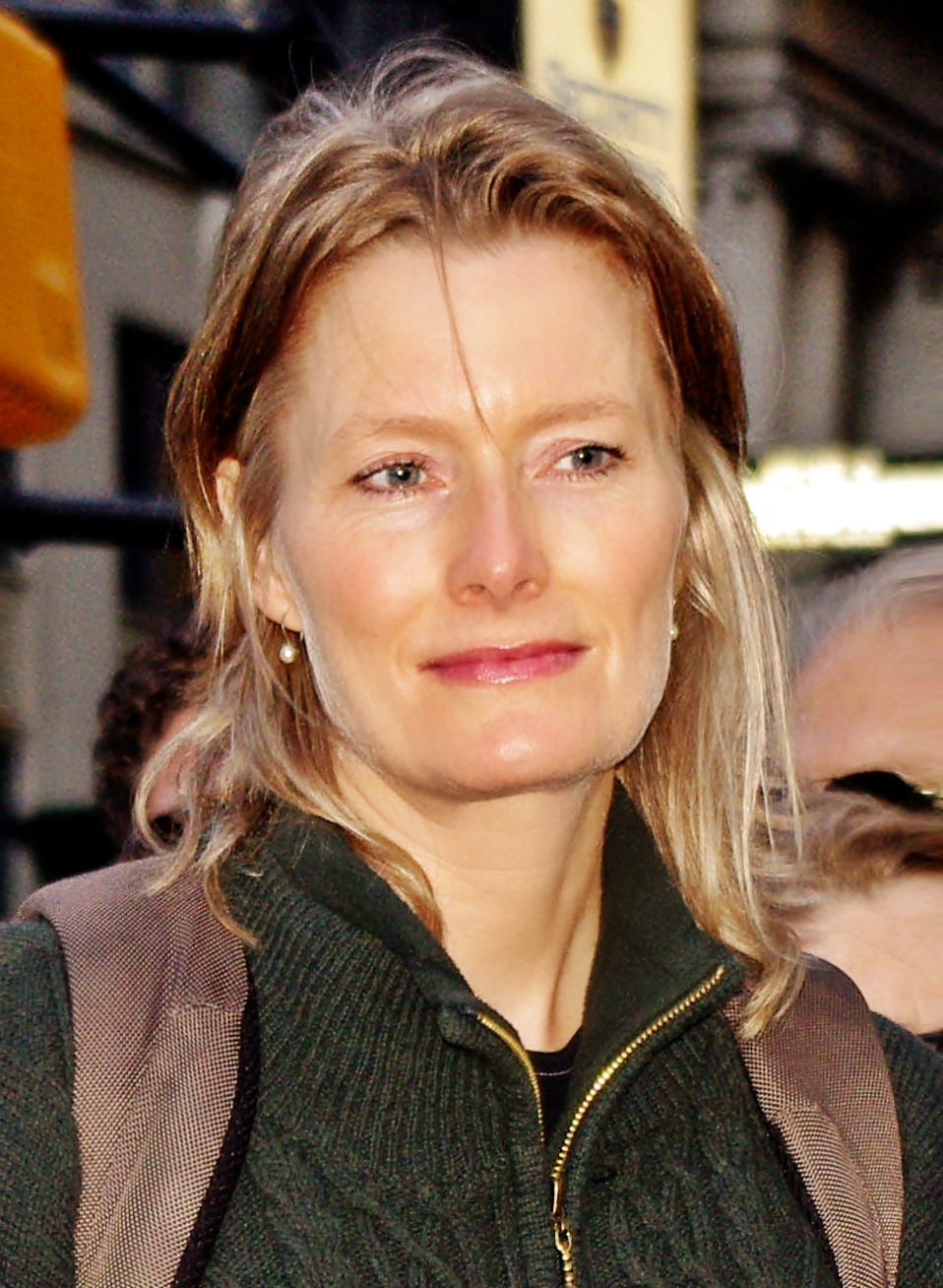
2011: Egan a Occupy Wall Street

Nata a Chicago, Egan è cresciuta a San Francisco seguendo la madre, dopo il divorzio col padre. Dopo essersi diplomata presso la Lowell High School di San Francisco, si è laureata in Letteratura Inglese presso l'Università della Pennsylvania. Successivamente, ha frequentato per due anni il St John's College di Cambridge dove ha conseguito una laurea magistrale (Master of Arts). Nel 1995 pubblica il suo primo romanzo, The Invisible Circus, uscito in Italia nel 2003 con il titolo La figlia dei fiori.. Dal romanzo è stato tratto un film uscito nel 2001, Verità apparente (The Invisible Circus).
Oltre che per l'attività di scrittrice, Egan è nota per le frequenti collaborazioni prestate per il New York Times Magazine. Con l'opera Il tempo è un bastardo (A Visit from the Goon Squad) ha vinto il National Book Critics Circle Award nel 2010 e il Premio Pulitzer per la narrativa nel 2011. A partire dal 28 febbraio 2018 è Presidente del PEN America Center.

## Vita privata
Egan vive col marito e i due figli a Brooklyn.

## Opere

### Romanzi
- La figlia dei fiori (The Invisible Circus, 1995), Casale Monferrato, Piemme, 2003 traduzione di Vincenzo D'Antonio ISBN 88-384-8174-1.
- Guardami (Look at me, 2001), Roma, minimum fax, 2012 traduzione di Matteo Colombo e Martina Testa ISBN 978-88-7521-438-8.
- La fortezza (The Keep, 2006), Roma, minimum fax, 2014 traduzione di Martina Testa ISBN 978-88-7521-593-4.
- Il tempo è un bastardo (A Visit From the Goon Squad, 2010), Roma, minimum fax, 2011 traduzione di Matteo Colombo ISBN 978-88-7521-363-3.
- Manhattan Beach (Manhattan Beach, 2017), Milano, Mondadori, 2018 traduzione di Giovanna Granato ISBN 978-88-04-68733-7.
- La casa di marzapane (The candy house), Milano, Mondadori, 2022 traduzione di Gianni Pannofino ISBN 978-88-04-74838-0.

### Racconti
- La città di Smeraldo e altri racconti (Emerald City, 1993, Regno Unito; pubblicate negli Stati Uniti nel 1996), Milano, Mondadori, 2019 traduzione di Giovanna Granato ISBN 9788804707929.
- Scatola nera (Black Box, 2012), Roma, minimum fax, 2013 traduzione di Matteo Colombo ISBN 978-88-7521-538-5.

## Filmografia
- Verità apparente (The Invisible Circus) (2001) regia di Adam Brooks (soggetto dal suo romanzo La figlia dei fiori)

## Premi
Nel 2011 è stata tra le finaliste del  Premio PEN/Faulkner per la narrativa.
Nello stesso anno vinse il National Book Award per la narrativa e il Pulitzer per la narrativa con l'opera Il tempo è un bastardo (A Visit From the Goon Squad).